# A Soul Without Windows
A Soul Without Windows è un film muto del 1918 diretto da Travers Vale. Prodotto dalla World Film su un soggetto di Julia Burnham, aveva come interpreti principali Ethel Clayton, Frank Mayo, Pinna Nesbit.

## Trama
Nelle campagne della Pennsylvania, una donna malata muore lasciando sola la figlioletta che viene adottata dalla comunità di un villaggio shaker. Passa del tempo. Scott Mallory, cercando di salvare dall'annegamento la fidanzata Faith, resta paralizzato. Lei, allora, perso ogni interesse per lui, rompe il fidanzamento. La madre di Scott, in visita al villaggio shaker, incontra Hopama, la ragazza rimasta orfana, e, venendo a conoscenza dei suoi interessi musicali che sono stigmatizzati dagli shaker come peccaminosi, si offre di adottarla per farle studiare musica. Scott, a contatto con Hopama, riprende fiducia nella vita e si sottopone a un'operazione che lo porta sulla via della guarigione. Lui e Hopama si innamorano ma la loro relazione non è vista di buon occhio dalla signora Mallory, date le origini oscure della ragazza. Per contrastarli, dichiara a Hopama che Scott ama ancora Faith. Disorientata e delusa, Hopama se ne va via, dedicandosi da quel momento solo alla sua musica. Ben presto, diventa una violinista di nome. Scott la ritrova, assicurandola del proprio amore. Quando la signora Mallory viene a sapere che Hopama è in realtà la sorella di Faith, non può far altro che benedire l'unione dei due giovani innamorati.

## Produzione
Il film fu prodotto dalla World Film.

## Distribuzione
Il copyright del film, richiesto dalla World Film Corp., fu registrato il 26 settembre 1918 con il numero LU12906.
Distribuito dalla World Film, il film uscì nelle sale cinematografiche statunitensi il 30 settembre 1918.
Non si conoscono copie ancora esistenti della pellicola che viene considerata presumibilmente perduta.